# Rowlandius ducoudrayi
Rowlandius ducoudrayi är en spindeldjursart som först beskrevs av Armas och Abud Antun 1990.  Rowlandius ducoudrayi ingår i släktet Rowlandius och familjen Hubbardiidae. Inga underarter finns listade i Catalogue of Life.